# 齊施格勒斯山
47°07′55″N 11°05′42″E / 47.131878°N 11.095061°E

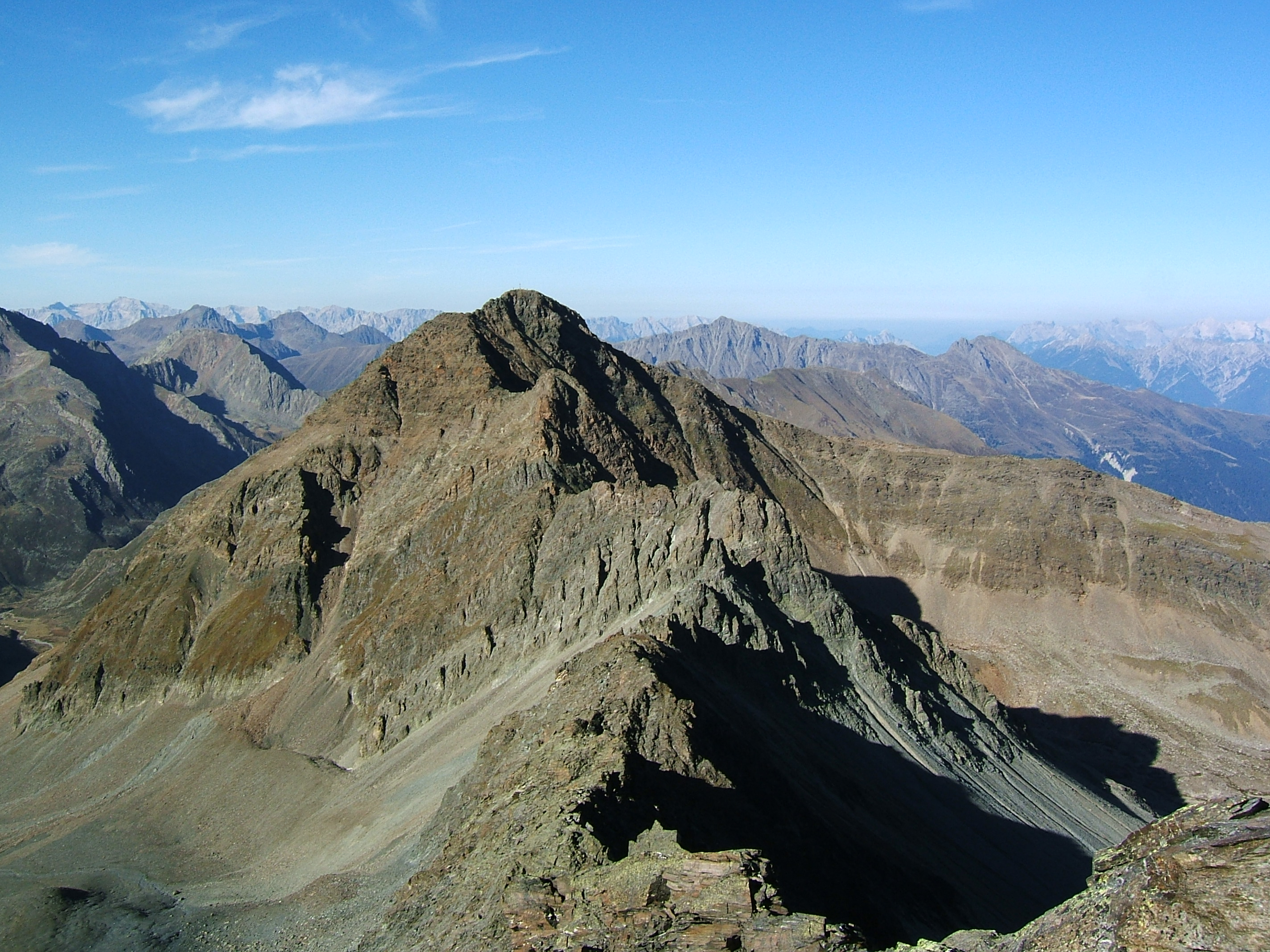

齊施格勒斯山（德語：Zischgeles），是奥地利的山峰，位於該國西部，由蒂羅爾州負責管轄，屬於斯圖拜阿爾卑斯山脈的一部分，海拔高度3,004米，每年平均降雨量1,666毫米。